# Gamil-dong
Gamil-dong (koreanska: 감일동) är en stadsdel i staden Hanam i provinsen Gyeonggi i den norra delen av
Sydkorea, 18 km öster om huvudstaden Seoul.